# أردنيون

سكان الأردن منذ العام 1952.

الشعب الأردني هو شعب عربي يعيش في منطقة شرق الأردن التي تأسست فيها المملكة الأردنية الهاشمية أو ما كان يعرف سابقًا باسم إمارة شرق الأردن في المنطقة الجنوبية من بلاد الشام. يشير إحصاء عام 2015 إلى أن عدد سكان الأردن بلغ حوالي 10.1 مليون نسمة. (2.9 مليون منهم ليسوا مواطنين أردنيين، ومعظمهم لاجئون وعمال من عدة دول). في حين بلغ عدد الأردنيين نحو 6.6 مليون نسمة. نحو 98% من الأردنيين هم من العرب، والباقي من العرقيات الأخرى. الثقافة الأردنية هي ثقافة عربية أصيلة، ويشتهر الأردنيون بحسن الضيافة والكرم.
المجموعات العرقية الأخرى تشكل ما نسبته 2% من الأردنيين. من هؤلاء الشركس الذي الذين نزحوا إلى الأردن بتوجيه من السلطات العثمانية على إثر الحرب الروسية العثمانية. تتراوح تقديرات السكان الشركس اليوم بين 20,000 إلى 80,000. هناك طائفة صغيرة من الدروز يعيشون لا سيما بالقرب من الحدود السورية، وهناك أيضًا مجموعة من الدروز في منطقة الأزرق في شرق البلاد. كذلك هناك عدة آلاف من الأرمن. شمال وادي الأردن يستضيف جالية صغيرة من التركمان والبهائيين الذين انتقلوا من إيران إلى الأردن هربا من الاضطهاد في عام 1910. في أوائل القرن العشرين، هاجر شعب قوقازي وهم الشيشان، إلى الأردن على شكل موجات. وقد اندمجوا على مر السنين في المجتمع الأردني مع حفاظهم على ثقافتهم الخاصة، ويقدر عددهم بنحو 8 آلاف نسمة.
يستضيف الأردن عدد كبير من اللاجئين الفلسطينيين، فبحسب وكالة الأمم المتحدة لإغاثة وتشغيل اللاجئين الفلسطينيين (الأونروا)، بلغ عدد اللاجئين الفلسطينيين في الأردن بحلول نهاية عام 2016 نحو 2,175,491 نسمة أغلبهم يتمتعون بحق المواطنة الأردنية الكاملة استنادًا إلى الارتباط الإداري والقانوني للضفة الغربية بالأردن الذي استمر حتى عام 1988 (يُستثنى منهم نحو 140,000 لاجئ أصلهم من قطاع غزة الذي كان حتى العام 1967 يتبع للإدارة المصرية). عدد كبير من الفلسطينيين ما زالوا يعيشون في مخيمات اللاجئين، حيث هناك عشرة مخيمات رسمية وثلاثة غير رسمية، ويعيش لاجئون آخرون بالقرب من المخيمات.

## تعريف
قبل عام 1921 كانت بلاد شرق نهر الأردن الممتدة من جنوب درعا حتى خليج العقبة جزءًا لجزءا من بلاد الشام أيام الدولة العثمانية وتابعة لولاية دمشق أو ولاية الحجاز، وأن هذه المنطقة تقع في المنطقة (ب) حسب اتفاقية سايكس بيكو الخاضعة للنفوذ البريطاني.
يمكن القول ان حدود الأردن الحالية بدأت تظهر ملامحها بعد نهاية الحرب العالمية الأولى، وعصبة الأمم، واجراء إعادة ترسيم حدود دول الساحل الشرقي للبحر الأبيض المتوسط. القرارات التي سبقت ذلك، كان أبرزها اتفاقية سايكس بيكو، التي أنشأت الانتداب البريطاني على فلسطين. في سبتمبر 1922، أصبحت منطقة شرق الأردن ممثلة بإمارة شرق الأردن.

## الدين

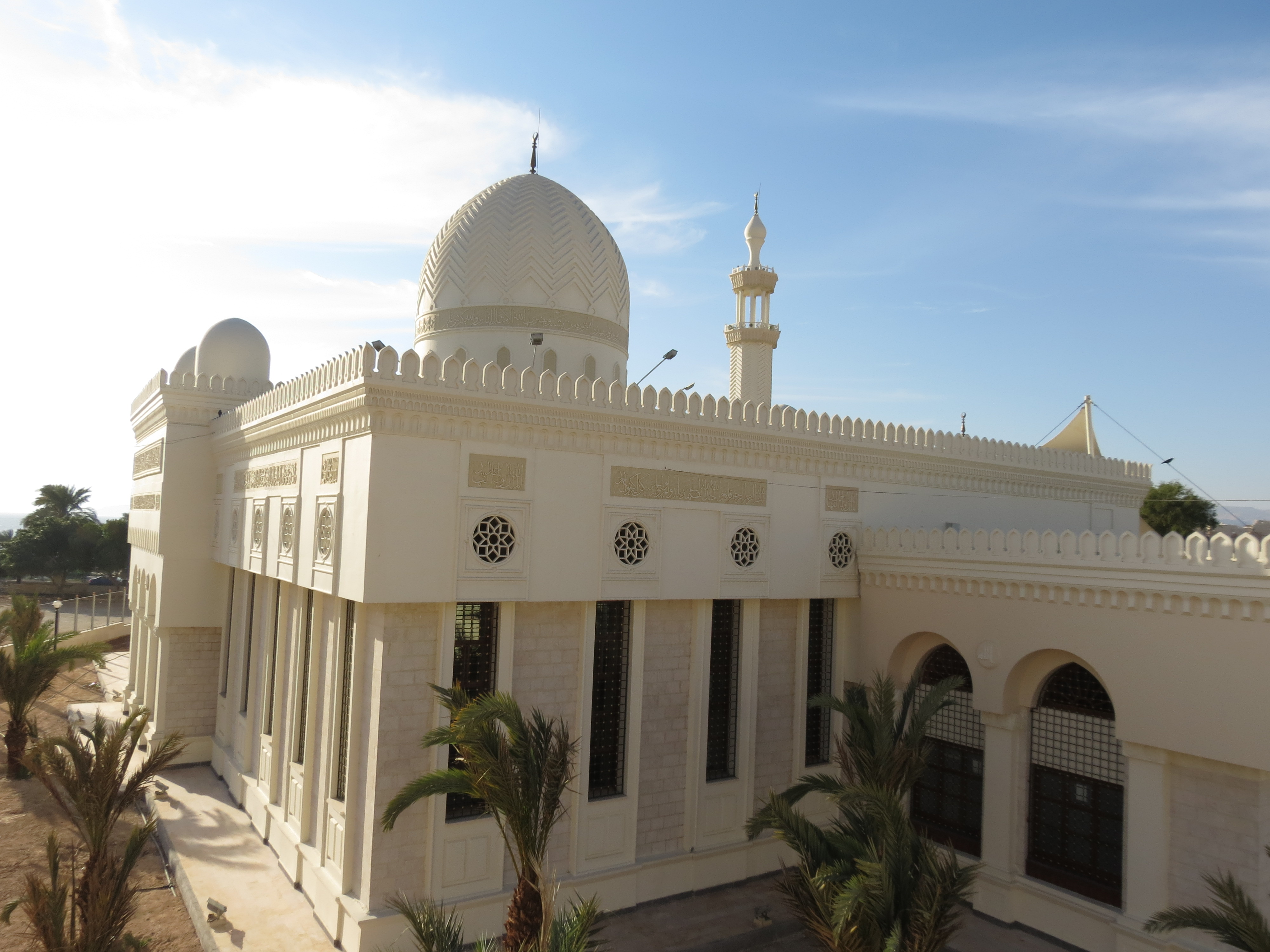
مسجد العقبة

مسلم (سني) 97.2 ٪، المسيحية 2.2 ٪ (الأغلبية اليونان الأرثوذكس، مع الكنائسة الكاثوليكية، كالروم الملكيين الكاثوليك، وكنائس اللاتين التي تتبع الكنيسة الكاثوليكية الممثلة بشخص بابا الفاتيكان، السريان الأرثوذكس، اقباط أرثوذكس، آشوريين، كلدان كاثوليك، أرمن أرثوذكس، وطوائف بروتستانتية. أخرى 0.6 ٪.
هناك أعداد قليلة من الدروز والمسلمين الشيعة والبهائيين.

## اللغة
كافة الأردنيين، بغض النظر عن العرق أو الدين، يتحدثون اللغة العربية، التي هي أيضًا اللغة الرسمية في الأردن. اللغة العربية في الأردن موجودة على ثلاثة أشكال: العربية التراثية، وهي لغة القرآن، أما اللغة الأدبية فتطورت من العربية التراثية ومعروفة باسم اللغة العربية الفصحى، واللهجات المحلية ("العاميات"). هناك لهجة تميز كل منطقة من مناطق الأردن عن غيرها من المناطق الأخرى. إذ تتشابه نسبيًا لهجة أهل الشمال والوسط لتشكل لهجة مميزة بعيدة عن اللهجة البدوية. في حين تمتاز مناطق جنوب الأردن وشرقه بلهجة أقرب إلى البداوة ولكنها في نفس الوقت متميزة ومختلفة عن اللهجات الدارجة في دول الخليج. كما تنتشر في البلاد لهجة هجينة من لهجات من اللهجة الشمالية (لهجة بيضاء) وهي واسعة الاستخدام عند كافة شرائح المجتمع. أما اللغة الإنجليزية فتستعمل على نطاق واسع في مجال التجارة والحكومة، وكما يستخدمها الملك عبد الله الثاني في خطبه وحتّى كتب كتابه "فرصتنا الأخيرة: السعي نحو السلام في وقت الخطر" بالإنجليزية. وتدرس اللغة الفرنسية في بعض المدارس الخاصة. الأقليات مثل الشركس، الأرمن، الشيشان يستخدمون لغاتهم في محيطهم الخاص. 

## التعليم
يحتل نظام التعليم في الأردن المرتبة الأولى في العالم العربي، ويعد واحدا من أجود أنظمة التعليم في بلدان العالم. لدى الأردن أكبر عدد من الباحثين في مجال البحوث والتطوير لكل مليون شخص بين كل البلدان السبعة والخمسين الأعضاء في منظمة التعاون الإسلامي (OIC) وهو من أعلى المعدلات في العالم حيث يوجد في الأردن 8060 باحث لكل مليون شخص، بينما المتوسط العالمي يبلغ 2532، والمتوسط في الاتحاد الأوروبي يبلغ 6494، في حين أن المتوسط في البلدان الأعضاء في منظمة التعاون الإسلامي يبلغ 649 باحث لكل مليون شخص.
وصلت نسبة الالتحاق الإجمالية بالتعليم الأساسي إلى 100 % بحلول عام 2007، وفي عام 2013 بلغت نسبة الانتقال إلى التعليم الثانوي 98.8 %، بلغت نسبة الإلمام بالقراءة والكتابة للبالغين (15 عاماً فما فوق) 97.9% عام 2012، وهو من أعلى المعدلات على مستوى منطقة الشرق الأوسط وشمال أفريقيا والعالم. في حين وصلت النسبة بحلول عام 2015 إلى 98.01%. ويحتل الأردن المركز الأول عربياً والعاشر عالمياً في نسبة الإلمام بالقراءة والكتابة لدى النساء الكبيرات في السن (65 عاماً فما فوق). والأردن في الوقت نفسه بلد متقدم للغاية فيما يتعلق بالقضاء على التفرقة بين الجنسين؛ حيث تتساوى فرص الإناث والذكور تماماً، وشكلت أعداد الملتحقات بالتعليم من الإناث نسبة 50% من إجمالي الملتحقين من كلا الجنسين على مستوى كل من التعليم الأساسي والثانوي عام 1991. الأردن يسير نحو اقتصاد المعرفة لهذا تم وضع مناهج وأساليب حديثة تشدد على التعليم القائم على اقتصاد المعرفة (التفكير الإبداعي، التفكير النقدي، والتعليم المرتكز على الطالب، إلخ).
وضعت وزارة التعليم مناهج وطنية متقدمة للغاية، واتخذ الكثير من الدول الأخرى في المنطقة الأردن نموذجا في تطوير نظمهم التعليمية. وتلزم وزارة التعليم الأردنية الطلبة حاليا بالإلمام بالكمبيوتر والقدرة على الاستفادة من دراستهم للكمبيوتر في دراساتهم العادية، وعلى الأخص في المناهج العلمية والرياضية. يطبق النظام التعليمي الأردني المعايير الدولية.
يُقبل الحائزون على شهادة الثانوية العامة على الدراسة في الجامعات الحكومية أو الخاصة أو الكليات. تطبق معظم الجامعات في الأردن النموذج الأمريكي الجامعي القائم على نظام الساعات الذي يمنح الطلبة المرونة لاختيار عدد الساعات وأوقات الدوام الصباحي أو المسائي. هنالك عشرة جامعات حكومية معظمها مرتبط بجامعات في الولايات المتحدة والمملكة المتحدة. هنالك أيضا سبعة عشر جامعة خاصة معترف بها على مستوى الدول العربية، وبعض الجامعات الأجنبية كالجامعة الأمريكية والجامعة الألمانية الأردنية. تستقطب الجامعات الأردنية كل عام عدد كبير من الطلبة الأجانب العرب وغير العرب. أما المراحل والدرجات الجامعية فتشمل:
- درجة الشهادة الجامعية المتوسطة (الدبلوم) وهي من كليات المجتمع ومدتها سنتان ما بعد الثانوية.
- الدرجة الجامعية الأولى:- درجة البكالوريوس ومدة دراستها خمسة سنوات للهندسة والصيدلة، وستة للطب وأربعة للتخصصات الأخرى.
- الدرجة الجامعية الثانية:- درجة الماجستير، ومدة دراستها تتراوح من سنة إلى سنتين، يوجد أيضا شهادات غير أردنية في بعض الجامعات الخاصة الأجنبية تعادل الماجستير الأردني كشهادة الدراسات المعمقة أو "DEA"، وهي شهادة الماجستير حسب النظام الفرنسي، وشهادة الماجستير الألمانية Magisterstudium، وشهادة "MBA" وهي درجة إدارة الأعمال للطلبة ذوي الخبرة.
- الدرجة الجامعية الثالثة :- الدكتوراة ومدة دراستها تتراوح من ثلاثة إلى خمسة سنوات، وتخصصاتها محدودة جدا كالشريعة الإسلامية واللغة العربية.

## الصحة
يعد الأردن أحد أكثر البلدان تطوراً في مجال الطب والأدوية على مستوى المنطقة وينافس الدول المتقدمة في هذا المجال، ووفقا لتقرير التنافسية في العالم العربي عام 2005، فإن الأردن يحتل أعلى مرتبة من بين البلدان العربية من حيث الرعاية الصحية.